# Cerapus benthophilus
Cerapus benthophilus är en kräftdjursart som beskrevs av Thomas och Heard 1979. Cerapus benthophilus ingår i släktet Cerapus och familjen Ischyroceridae. Inga underarter finns listade i Catalogue of Life.